# Interface commune

Diagramme pour l'Interface Commune

L’interface commune ou sigle CI ou CI+ (de l'anglais Common Interface) ou parfois appelé improprement « Multicrypt » désigne un système relatif au « contrôle d'accès » des programmes et services payants ou optionnels de télévision exploité principalement pour la norme DVB. 
Il exploite le principe de l'utilisation de contrôle(s) d'accès multiples ou Multicrypt combinés non intégrés d'origine dans les appareils mais en option et qui nécessitent une interface physique, du type port de cartouche optionnelle au format PCMCIA, à introduire dans le récepteur ou le décodeur ainsi qu'une carte d'abonnement à microprocesseur compatible. Son alternative est le Simulcrypt.

## Principes

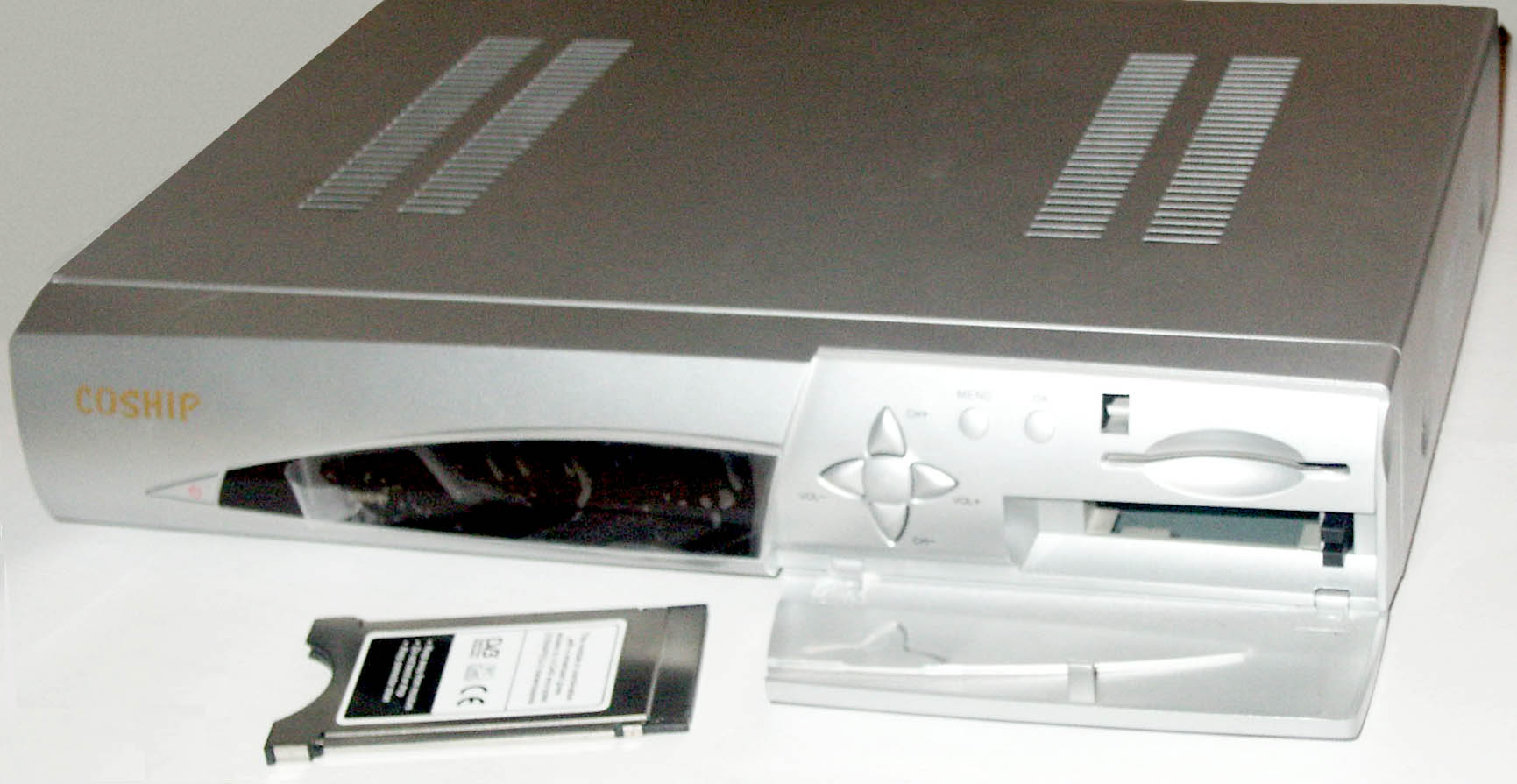
Récepteur à la norme DVB avec un port intégré et un module compatible Interface Commune

La norme « interface commune » spécifie les moyens de communication entre les modules (CAM) et les récepteurs construit pour lire et désembrouiller les signaux DVB. 
L'interface commune est obligatoire sur tous les téléviseurs équipés de récepteurs DVB-T (TNT). Certains modèles intègrent également en option, un récepteur DVB-C (câble) et/ou un démodulateur DVB-S (satellite) associés à cette interface commune. Ces appareils sont compatibles avec les CAM  commercialisés ou loués auprès d'un opérateur de télévision payante. 
Une variante française apparaît en 2009 sous le sigle CI+, soutenue par certains fabricants et par le groupe Canal+ afin de favoriser le label CanalReady, lequel est définitivement abandonné le 28 février 2019 par le groupe Canal+.
Depuis mars 2012, les modules CAM CI+ annoncés niveau "1.2" Viaccess labellisés Fransat sont disponibles pour être insérés dans des ports PCMCIA adaptés et compatibles. La technologie CI+1.3, équipe certaines gammes de téléviseurs dotés d'un micro-logiciel adapté, contenant la fonction LCN imposée par le CSA exclusivement réservé au bouquet gratuit Fransat. Un certaine incompatibilité des CAM Fransat avec la génération de téléviseurs antérieure CI+1.0 pourrait éventuellement survenir, pour le seul bouquet gratuit-crypté Fransat alors que bouquets Bis TV et beIN Sport seraient compatibles.
Les modules CAM Fransat sont également utilisables dans les démodulateurs DVB-S2 CI+1.3 et ils permettent de décrypter tous les bouquets Viaccess standard, à l'exclusion des chaînes cryptées du groupe Canal+, cet opérateur de chaînes payantes ayant imposé cette restriction d'accès.
La version CI+1.4 finale est disponible depuis l'année 2015.

## Description de l'équipement CI
Ce mode de contrôle d'accès associe 3 éléments intégrant à la fois des équipements électroniques (microprocesseurs) et des logiciels  :
- Au moins un module externe (DVB CI) ou intégré à un récepteur ou démodulateur de norme DVB intégrant une « Interface Commune » (cavité qui doit recevoir une cartouche compatible avec le type de contrôle d'accès exploité).
- La cartouche de contrôle d'accès comprenant un lecteur type PC Card (CAM) muni d'une fente pour y glisser une carte à puce compatible
- La carte à puce délivrant les droits d'accès compatible avec le contrôle d'accès exploité.

## Principes de fonctionnement
Un téléviseur ou récepteur (terrestre, satellite, câble, IPTV, etc.) intégrant un module DVB CI permet d'y adjoindre le type de carte d’accès conditionnels de télévision payante tels que Nagravision, Viaccess ou Mediaguard, par exemple.
Certains appareils (terminal numérique de satellite, câble ou terrestre) disposent de plusieurs modules de déchiffrement ou contrôle d'accès. Jusqu'à 4 modules peuvent être exploités sur un même récepteur. 
Ces modules utilisent la norme PCMCIA ou PC Card utilisée également dans la microinformatique, notamment les ordinateurs portables. Ils sont également conformes à la norme CSA (« common scrambling algorithm », laquelle spécifie qu’un récepteur à « interface commune » DVB doit être compatible avec tous les contrôles d'accès validés par la norme DVB.
Le standard CI+ est désormais embarqué dans des modèles récents de terminaux satellite HD, disponibles depuis mai 2012.

## Avantages et inconvénients
Pour l'usager, l'acquisition d'un récepteur « ouvert » et « universel » avec interface commune est moins risquée sur le long terme. De plus, ce procédé est totalement évolutif; on peut conserver l'appareil tout en substituant le module interchangeable de contrôle d'accès en cas de changement d'offre payante. Enfin, pour la réception professionnelle ou multi satellite (parabole motorisée), ce type d'équipements est plus compact (un seul démodulateur avec plusieurs modules de contrôle d'accès) au lieu de plusieurs appareils et branchements complexes.
En revanche, bien que plus flexible, ce système présente l'inconvénient d'être beaucoup plus onéreux que les dispositifs de contrôle d'accès intégrés (uniques ou multiples) d'origine dans les récepteurs. Il faut compter environ 100 euros par module CAM en plus du coût du récepteur.
Par ailleurs, les opérateurs de télévision payante n'apprécient pas ce type d'équipements pour des motifs de piratage potentiel.

## Définition du CI+
CI+ (aussi connu sous le nom de CI Plus ou Common Interface Plus) est une spécification qui étend le standard d'origine de l'interface commune DVB (DVB-CI, version 1). Le principal ajout introduit par CI+ est une forme de protection contre la copie entre un module d’accès conditionnel (CAM) CI+ (référencé dans les spécifications en tant que CICAM, tandis que le CAM CI+ semble être abréviation plus précise) et le récepteur de télévision (Hôte). Le CI+ est rétro compatible avec le DVB-CI v1. Les anciens récepteurs de télévision, qui ont un connecteur CI de type CI v1, peuvent être utilisés avec un module CAM CI+ et vice versa, mais ils ne permettront de voir que les chaines ou programmes de télévision qui ne sont pas marqués comme protégés par CI+.

## Opérateurs proposant ou louant une carte libre accès, ou d'abonnement, compatible CAM à leurs ayants droit et abonnés
Note : les modules CI ou CI+ peuvent être commercialisés (exemple en France) ou mis à disposition en location (Suisse) par les opérateurs commerciaux de chaînes à péage. Les abonnements sont alors désignés par les termes carte seule.
- Fransat, via module pour ports exclusivement CI+ récents, DVB-S/2.
- Canal+ Le bouquet (France) HD en DVB-T TV CI+ (Viaccess 3)*** ATTENTION : Canal+ ne propose plus de carte prépayées depuis Mars 2013 ***
- Canalsat / Canal+ Le bouquet  (France) en DVB HD (Viaccess 3, Merlin), label CanalReady
- Canalsat /Canal+ Le Bouquet qu'en SD sur récepteurs DVB-S/2, type CI ou CI+
- Bein Sport HD via module CAM Fransat
- Bein Sport HD via module Viaccess sécurisé
- BIS TV SD/HD via un module CAM Fransat
- BIS TV SD/HD via un module CAM sécurisé
- TV Numéric (France) en DVB-T (Safeaccess)
- TNTop (France) en DVB-T (Viaccess 3)
- Telerätia (Suisse) en DVB-T (Nagravision)
- La 7 Cartapiù (Italie) en DVB-T (Irdeto)
- Mediaset (Italie) en DVB-T (Nagravision)
- Quick Line (Suisse), en DVB-C (Conax), est le seul opérateur à vendre la carte seule en Suisse.
- TéléSAT (Belgique)
- Telenet (Belgique)
- VOO (Belgique)
- Eltrona en DVB-C (Luxembourg)

En projet :
- Neotion TNT (France) en DVB-T (module CAM Viaccess 3)
- Wyplay. Big Alligator (France), HD PVR Connecté avec Double tuner DVB-T + DVB-CI + IP
- Wyplay. Mini Alligator (France), HD PVR Connecté avec Simple tuner DVB-T + DVB-CI + IP
- Cablecom, Naxoo (Suisse) en DVB-C (module CAM NAGRAVISION)[réf. nécessaire]